# Tahân
Pour les articles homonymes, voir Tahan (homonymie).
Tahân est un fils d'Éphraïm fils de Joseph et d'Asnath. Ses descendants s'appellent les Tahanites.

## La famille de Tahân
Tahân est un fils d'Éphraïm et a pour frères Shouthélah et Béker.

## La famille des Tahanites
La famille des Tahanites dont l'ancêtre est Tahân sort du pays d'Égypte avec Moïse,.